# Aba I.

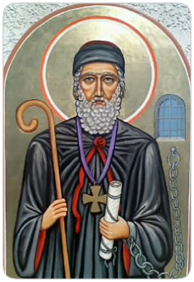
Ikone von Mar Aba

Aba I., auch Mar Aba I. oder Mar Abba der Große († 552), war Katholikos der „Kirche des Ostens“ von 540 bis 552. Er führte die Anaphoren von Theodor von Mopsuestia und Nestorius ein, neben der älteren Liturgie von Addai und Mari. Auch wenn seine Amtszeit als Katholikos einige Bedrohungen von Christen durch die persisch-römischen Kriege und die Gefahr der Einflussnahme sowohl sassanidischer als auch byzantinischer Herrscher sah, gilt seine Regierungszeit als Zeit der Konsolidierung. Eine Synode, die er 544 abhielt, hatte besonders starken Einfluss auf die Stärkung und Einigung der Kirche. Aba soll eine ganze Reihe von Schriften geschrieben und übersetzt haben.
Er ist ein Heiliger der Assyrischen Kirche des Ostens, der alten Kirche des Ostens und der chaldäisch-katholischen Kirche, die in San Diego, USA, ein Seminar betreibt, das nach ihm benannt ist. Sein Fest wird am siebten Freitag nach Epiphanias und am 28. Februar begangen.
Lebensbeschreibungen finden sich in den Ausgewählten Akten persischer Märtyrer und The Lesser Eastern Churches, zwei Biographie-Sammlungen ostkirchlicher Heiliger.

## Jugend
Aba wurde in eine zoroastrische persische Familie hineingeboren Sein Geburtsort war Hala in Mesopotamien. Mar Aba wurde der Sekretär des Gouverneurs von Beth Garmai, bevor er zum Christentum übertrat. Er studierte Theologie und lehrte später an der Schule von Nisibis. Er erlangte Anerkennung als Gelehrter und setzte seine Studien in Edessa fort, wo er bei Thomas von Edessa Griechisch lernte. Mit diesem reiste er durch das Byzantinische Reich und begegnete dabei um 525/530 in Alexandria Kosmas Indikopleustes, der seine Kosmologie einer nicht mehr vorhandenen Abhandlung Abas I. Über die beiden Katastasen verdankte. Aba I. wird die Übersetzung oder wenigstens die Beaufsichtigung der Übersetzung von Schlüsseltexten der Theologie zugeschrieben, darunter der Werke von Theodor und Nestorius. Eigene Werke umfassen Bibel-Kommentare, Homilien und Synodalbriefe.

## Auseinandersetzungen um Theodor von Mopsuestia
Als Mar Aba die Bibelauslegung und die Kommentare von Theodor von Mopsuestia verbreitete, bezog er eine kontroverse Position. Der byzantinische Kaiser Justinian I. bemühte sich um ein Treffen mit ihm etwa 532, also noch vor seiner Konsekration als Patriarch. Er wollte ihn überzeugen, den Lehren Theodors abzusagen. Justinian bereitete auch eine Verurteilung Theodors und seiner Werke vor, offenbar in scharfer Ablehnung von Mar Abas Ansichten. Zugeständnisse an Justinians Vorstellungen wären politisch für Mar Aba unerwünscht gewesen, da seine Assyrische Kirche des Ostens erst beim Konzil von Dadisho 424 Unabhängigkeit vom christlichen Westen erlangt hatte. Mar Aba erschien nicht zu dem Treffen.

## Die Synode von 544
Abas Amtszeit als Katholikos beendete eine 15-jährige Periode eines Schismas in der Assyrischen Kirche des Ostens. Abgelegene Gebiete im Jurisdiktionsbereich hatten in dieser Zeit ihren eigenen Gegenbischof erhoben. Mar Aba gelang es das Schisma zu lösen, indem er die fraglichen Gebiete besuchte und wieder Übereinstimmung herstellte. 544 berief er eine Synode, in der die Vereinbarungen ratifiziert werden sollten. Die Synode bestimmte, dass die Metropoliten der Gebiete unter der Jurisdiktion von Seleukia-Ktesiphon in Zukunft die Patriarchen anlässlich einer formellen Synode wählen sollten. Diese Vereinbarung wurde jedoch in den folgenden Jahren substantiell unterwandert, nicht nur, als Chosrau I., der persische Schah, die Wahl von Joseph, Abas Nachfolger, beeinflusste.
Die Akten der Synode umfassen auch eine „Orthodoxie des Glaubens“, geschrieben von Aba persönlich. Einige seiner Vorschriften beweisen den spezifisch persischen Charakter der Kirche des Ostens. Vor allem Ehe-Vorschriften, welche die Heirat von nah verwandten Personen verbieten und die offensichtlich als Antwort auf die offenen Gebräuche der zoroastrischen Kultur gedacht sind, lassen den kulturellen Hintergrund deutlich werden.

## Spannungen mit Persien und Rom
Spannungen zwischen dem persischen und dem byzantinischen Reich verschärften sich während Mar Abas Lebenszeit, und nach feindlichen Begegnungen verschärfte sich auch die Christenverfolgung in den 540er Jahren im persischen Reich. Zoroastrier, die Mar Aba als Apostaten verachteten, übten Druck auf Chosrau aus, etwas gegen Mar Aba zu unternehmen. Als Strafe wegen Proselytismus unter Zoroastriern wurde Mar Aba unter Hausarrest gestellt und später ins Exil nach Aserbaidschan geschickt. Ihm wurde es jedoch nach sieben Jahren erlaubt, zurückzukehren und er blieb Patriarch bis zu seinem Tod 552, – nach manchen Darstellungen starb er an den Folgen von Folter und Haft.

## Wirkungsgeschichte
Das erste Seminar der chaldäisch-katholischen Kirche außerhalb des Irak wurde im Juli 2008 in El Cajon, San Diego gegründet und Seminary of Mar Abba the Great benannt.